# Ліптовський Трновець
Ліптовський Трновець; Ліптовски Трновец (словац. Liptovský Trnovec) — село, громада округу Ліптовський Мікулаш, Жилінський край, регіон Ліптов. Кадастрова площа громади — 27,45 км².
Населення 554 особи (станом на 31 грудня 2018 року).

## Географія
Протікає річка Петрушка.

## Історія
Ліптовски Трновец згадується 1283 року.

## Населення
| Рік:            | 1994. | 2004.   | 2014.   | 2024.    |
| --------------- | ----- | ------- | ------- | -------- |
| Кількість осіб: | 545   | 541     | 555     | 633      |
| Різниця:        |       | -0,73 % | +2,58 % | +14,05 % |

| Рік:            | 2023. | 2024.   |
| --------------- | ----- | ------- |
| Кількість осіб: | 616   | 633     |
| Різниця:        |       | +2,75 % |